# 벌집의 정령
《벌집의 정령》(스페인어: El espíritu de la colmena)은 1973년 개봉한 드라마 영화다. 빅토르 에리세의 첫 연출작이며, 아나 토렌트의 첫 출연작이다.

## 출연

### 주연
- 아나 토렌트
- 이사벨 테레리아

### 조연
- 페르난도 페르난 고메즈
- 테레사 힘페라